# Порохня (Донецкая область)
Порохня (укр. Порохня) — село на Украине, находится в Новоазовском районе  Донецкой области. Находится под контролем самопровозглашённой Донецкой Народной Республики.

## География

#### Соседние населённые пункты по странам света
С: —
СЗ: Чумак, Дерсово, Шевченко
СВ: Октябрьское, Бессарабка
З: Казацкое, Красноармейское
В: Хомутово
ЮЗ: Качкарское
ЮВ: Седово-Василевка, Розы Люксембург
Ю: — 

## Население
Население по переписи 2001 года составляло 59 человек.

## Общие сведения
Код КОАТУУ — 1423682803. Почтовый индекс — 87613. Телефонный код — 6296.

## Адрес местного совета
87613, Донецкая область, Новоазовский район, с. Казацкое, ул.Ленина, 39